# حسن عبد الرحمن سلامة
حسن عبد الرحمن حسن سلامة (1971-) أسير فلسطيني في السجون الإسرائيلية، من سكان خان يونس جنوب قطاع غزة، اعتقل في الخليل عام 1996، وحكم عليه بالسجن 48 مؤبداً وثلاثين عاماً (1175 عاماً)، أمضى منها 13 عاماً في العزل الانفرادي. بعد مطاردة جنود الاحتلال الصهيوني له بمدينة الخليل جنوب الضفة الغربية، الأمر الذي أدى لإصابته ومن ثم اعتقاله.
اتهم بالانتماء لحركة المقاومة الإسلامية (حماس) ولجناحها العسكري كتائب عز الدين القسام، وقيادته لعمليات الثأر المقدس للقائد القسامي يحيى عياش، التي أدت لوقوع عشرات القتلى الإسرائيليين الصهاينة.

## ميلاده ونشأته
ولد بتاريخ 9 اغسطس 1971م في مخيم اللاجئين خان يونس في قطاع غزة وهو من قرية الخيمة قضاء الرملة وقد حصل على الشهادة الثانوية، والتزم حسن الإسلام عبر مسجد الإمام الشافعي القريب من بيته، ومنذ بداية نشأته والتزامه تعلّق بكل من الشهيد ياسر النمروطي، والذي كانت تربطهما علاقة محبة وود متميزة على الرغم من الفارق في السن. وكان متعلقاً بالمجاهد يحيى السنوار.
وقد تدرّج عبر تربيته الهادئة والتي امتدت فترة طويلة وكافية لصياغته على النحو السليم، سواء التربية عبر الندوات العامة والمشاركة في المهرجانات وتربية الناشئة التي كانت تقيمها حركة حماس والإخوان المسلمون، والإشراف والمشاركة في مباريات المجمع الإسلامي أو نشاط الطلاب في المدارس وغيره.
وكان يتميز بشخصية نشطة حركية والتي تأبى الخنوع أو الذل وتقاوم وبقوة كل ما يسيء إلى الإسلام، وكانت شخصيته تمتاز بعنصر الإخلاص والتفاني في العمل الإسلامي، فقد كان مشغولاً منذ صغره بالنشاطات الدعوية، ولو كلف ذلك الغياب عن البيت.

## مشواره الجهادي
ما أنْ بدأت الانتفاضة الأولى حتى كان من أوائل المشاركين فيها بكل فعالياتها، وتدرّج في أنشطتها منذ بدايتها - الأحداث - والصاعقة - والجهاز العسكري.

### اعتقالاته لدى الاحتلال
اُعتُقِلَ أكثر من مرّة، وكان كل مرّة يخرج أكثر صلابةً وتصميماً على العمل الجهادي المقاوم للمحتل.

### خروجه من فلسطين
خرج من فلسطين في عام 1992م وكان مطارداً، ثم عاد إليها بعد مكوثه سنتين تقريباً أو أكثر خارجها.

### في سجن السلطة الفلسطينية وزواجه
اعتقلته أجهزة السلطة الفلسطينية لمدة 6 شهور، وما أن خرج من السجن حتى تزوج، وقد كان يعلم أنه حتماً إلى الشهادة أو المطاردة أو الاعتقال، ولكنه كان ينظر نظرة الصحابة المجاهدين الذين كانوا يعقدون زواجهم ليلة خروجهم إلى المعارك.
وما أن اعتقل لدى المحتل وعلم أن حكمه مدى الحياة أكثر من أيام حياته حتى سارع لانفصاله وإصراره على طلاق زوجته.

## الإعتقال المؤبد
وتأثر أبو علي بالشيخ المجاهد عبد الله عزام وكان كثير الاستشهاد بأقواله وقراءة كتبه.
زارته أمه ذات يوم بعد خروجه من التحقيق وقد جاءوا به إليها مكبل اليدين والقدمين فذعرت وخافت فبكت فصاح بها أبو علي بكل إشفاق وحنان. يا أمي إياك أن تبكي هل تريدين أن تشمتي فينا اليهود. فتهللت الأم مزغردة مما آثار تكبير المعتقلين.

## القضاء المصري يحكم عليه بالإعدام
في 16 مايو 2015 حكمت محكمة مصرية بالإعدام عليه رغم أنه ما يزال في سجن الاحتلال الإسرائيلي لأكثر 20 عاماً.

### استنكار وردود أفعال
والدته: استهجنت والدته الحكم المصري وقالت «إن القضاء المصري يحكم وربنا ينفي، لأنه يعلم الحقيقة ويقف مع البريء دوماً، سواء أرادت مصر وإسرائيل أم لا، وهذا ظلم وافتراء بحق ابني، والقضاء المصري يعي ذلك جيداً.
حينما يُعدم حسن؛ فهو بطل يُعدم على شرف لا على خيانة، فما قام به هذا البطل عجزت عنه كل الدول العربية، فهو انتقم للشهيد يحيى عياش"، وهذا شرف لمصر ولكل الدول العربية.»
وأوضحت أن نجلها ظلمه الاحتلال والسلطة الفلسطينية التي نسقت أمنياً مع السلطات الإسرائيلية لاعتقاله، وها هو يُظلم الآن من مصر.